# Tuenti
Tuenti és una xarxa social d'internet a la qual només s'hi pot entrar amb invitació, creada el 2006 per l'estatunidenc Zaryn Dentzel. Disponible en sis llengües anglès, castellà, català, èuscar, gallec i portuguès. Permet xerrar, enviar missatges i compartir fotos i vídeos. És un dels llocs web més visitats d'Espanya, segons Alexa Internet. El mes d'abril de 2011, Tuenti tenia 10,7 milions d'usuaris. El lloc està enfocat principalment per a la població espanyola. Permet a l'usuari crear el seu propi perfil, afegir a altres usuaris com a amics i intercanviar missatges.
L'actual propietari de la companyia és Movistar, que després d'unes negociacions, es va fer amb el 85% de l'empresa per una xifra aproximada de 70.000.000 € d'euros.

## Història

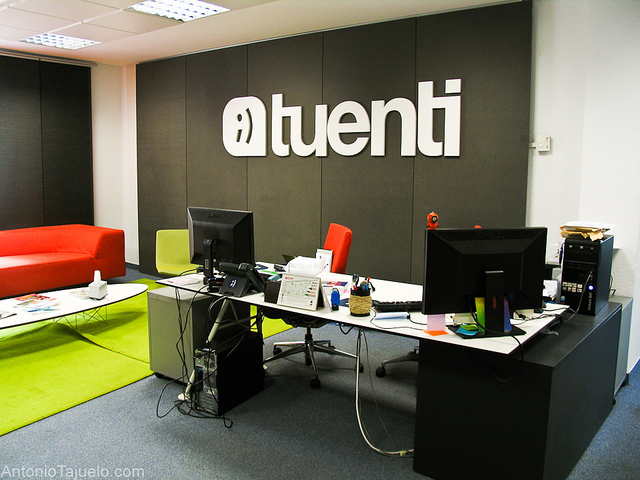
Oficines centrals de Tuenti a Madrid

Tuenti va ser llançada a finals de 2006 per Zaryn Dentzel, Félix Ruiz, Joaquín Ayuso, Adejemy i Kenny Bentley. Dentzel va conèixer Espanya a través d'un intercanvi que el va portar a Cabeza la Vaca (Badajoz) i anys més tard, arran d'aquesta experiència, va néixer Tuenti. Al principi anava dirigit a universitaris i només alguns coneguts van poder provar-ho. Més tard, en vista del seu èxit, van permetre l'entrada a més usuaris, però només si tenien invitació. Actualment Tuenti té 10,7 milions d'usuaris, la majoria d'ells estudiants d'entre 10 i 28 anys.
L'empresa compta actualment amb més de 209 empleats de 17 nacionalitats.
Segons Zaryn Dentzel, el nom Tuenti va sorgir de la necessitat de trobar-ne un que inclogués "tu" i "ti". Per posar-li nom els membres del departament de màrqueting van estudiar molts noms, al final van escollir l'apòcope Tuenti perquè s'assembla a "la teva entitat", a més de fer al·lusió al rang (universitaris de vint) al qual anava orientat. L'accionista majoritari de Tuenti és Movistar, la qual el 4 d'agost de 2010 es va fer amb el 85% de l'empresa per una xifra aproximada de 72 milions d'euros. Movistar té la intenció a mig-llarg termini d'expandir Tuenti a altres països (majoritàriament de Llatinoamèrica i Europa).

## Lloc web
Tuenti és una xarxa social d'accés restringit a la qual només s'entra mitjançant la invitació d'un membre anteriorment registrat. Aquest mecanisme, segons l'empresa, garanteix en principi que tot usuari nouvingut ja tingui un vincle amb un altre membre de la xarxa, a partir del qual pugui començar a establir relacions amb la resta dels usuaris.
Els usuaris poden crear perfils amb fotos, llistes d'interessos personals, informació de contacte i altres dades personals. Els usuaris es poden comunicar amb amics i altres usuaris a través de missatges privats o públics i xat. També es poden unir a pàgines, algunes de les quals són mantingudes per organitzacions com un mitjà per fer publicitat. Per poder gestionar la privacitat, Tuenti permet als usuaris triar configurar qui pot veure determinades parts del seu perfil, així com bloquejar a certs usuaris o limitar certes opcions com ser etiquetat en determinades fotos. Tuenti disposa d'aplicacions oficials per a diverses plataformes mòbils, com iPhone, Blackberry, Android i J2ME. A més, els dispositius mòbils que accedeixen a Tuenti reben una versió adaptada segons les característiques del dispositiu electrònic.
El meu perfil
Cada usuari disposa dins de la xarxa d'una pàgina de perfil la visibilitat dins de la xarxa per la resta dels usuaris pot ser regulada de manera que només sigui visible pels amics de l'usuari, pels amics dels seus amics o per tots els usuaris. S'hi mostren dades personals com sexe, edat o data de naixement, i interessos com les seves aficions, les seves pel·lícules i llibres preferits, els seus grups de música favorits, i els llocs que acostuma a freqüentar. La columna central de "El meu perfil" està dividida en dos blocs: el bloc i "El meu tauler". La secció de blog proporciona a l'usuari un espai on escriure textos i incloure vídeos, ordenant les entrades per ordre cronològic invers. "El meu tauler" és un espai on els altres usuaris de la xarxa poden deixar missatges personals i també on es pot visualitzar l'historial d'estats. El nou historial d'estats conté les actualitzacions d'estat que va estar fent la persona recentment. Aquests poden sincronitzar-los amb Twitter. Finalment, la columna dreta mostra tres llistes reduïdes: un d'aquests és una llista de les últimes sis fotos en què té l'etiqueta l'usuari, dues llistes dels amics de l'usuari ordenada segons la data d'actualització dels seus perfils i una altra llista més reduïda dels amics en comú amb la teva llista d'amics.
Buscador
Tuenti disposa d'un cercador per localitzar tots els membres de la xarxa pel seu nom real. Per reduir els resultats de la recerca es disposa de diversos filtres com el sexe, l'edat, el centre d'estudis o treball i lloc de residència. Inclou suggeriments d'amistat. A més, a través del mateix cercador, és possible la recerca de Tuenti Pàgines, Vídeos i Llocs en tota la xarxa de Tuenti.
Esdeveniments
Tuenti va afegir el novembre de 2007 la funcionalitat d'esdeveniments, que permet organitzar de forma senzilla dates destacades en les quals s'organitzen esdeveniments en el lloc que es descrigui en cada pàgina d'esdeveniment i per saber qui assistirà i qui no. Aquesta funció es va crear amb la intenció que els usuaris puguin organitzar festes, reunions o activitats de forma pública o privada, però actualment la majoria d'usuaris l'utilitza per fer esdeveniments de publicitat, de vegades enganyosa, notícies, de les quals, moltes són bulos, o de diversió, en què apareixen frases gracioses, entretingudes o que crida l'atenció al públic perquè el reenviï a més usuaris i així, augmenti l'assistència o l'interès a l'esdeveniment.
Xat
La xarxa social Tuenti va estrenar el setembre de 2009 la funció de xat, que va ser ampliada l'agost del 2010 en incorporar vídeoxat. Ofereix la possibilitat de bloquejar aquells contactes amb els quals no es vulgui establir conversa. També es pot proposar participar en jocs amb algun dels teus amics des del xat. Es pot silenciar el compte i desconnectar-se fàcilment.
Pàgines i llocs
Tuenti va estrenar el 4 de maig de 2010 una nova eina anomenada Tuenti Pàgines que permet crear i compartir espais creats per usuaris de Tuenti o per patrocinadors de Tuenti per posar en comú allò al que els usuaris són afins. Amb aquesta eina a més, es poden afegir i compartir fotos o vídeos amb la resta d'usuaris que estiguin units a aquesta pàgina. A cada pàgina, l'administrador pot establir diverses prioritats, com moderar els membres (per fer o no Administrador de la Tuenti Pàgina) o editar les preferències de privacitat del grup, que pot ser públic (qualsevol usuari pot entrar automàticament al grup o requereix petició) o privat (el grup romandrà invisible i només es podran afiliar els usuaris que convidi i seleccioneu l'administrador). Per la seva banda, els llocs representen pàgines d'empreses que incorporen fotos i opinions d'usuaris. El gener de 2011 s'anunciava l'acord amb Pàgines Grogues per incorporar gairebé un milió de llocs.
Jocs
Durant la matinada del 2 de juny de 2010, es va afegir una altra funcionalitat anomenada Tuenti Jocs, una funció que permet jugar en temps real amb la xarxa d'un usuari. Els jocs estan servits per Metrogames, utilitzant Adobe Flash Player i es distribuiran en castellà els primers jocs que es publiquin a Tuenti, però més endavant augmentarà el catàleg amb nous títols de jocs amb més categories.

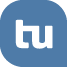
Logotip de Tuenti

Els 10 jocs més jugats de Tuenti són:
1. Backyard Monsters - 360.470 jugadors aquest mes
2. Green Farm - 564.071 jugadors aquest mes
3. La Superliga - 708.962 jugadors aquest mes
4. Sports City - 431.658 jugadors aquest mes
5. Millionaire City - 455.017 jugadors aquest mes
6. Texas a lo Grande - 304.203 jugadors aquest mes
7. Dragons of Atlantis - 191.395 jugadors aquest mes
8. Fashion World - 330.552 jugadors aquest mes
9. .Pooltastic - 378.928 jugadors aquest mes
10. Café Club - 376.007 jugadors aquest mes

Vídeos
Tuenti va afegir una nova eina anomenada Tuenti Vídeos en què es mostren els vídeos més vistos classificats en: Música, Humor i Esports. Tots els vídeos permeten "afegir" a la teva col·lecció de vídeos favorits. A més l'aplicació et proposa automàticament els vídeos de la teva xarxa, que són els vídeos que han vist o han compartit els teus amics o les pàgines on l'usuari està subscrit. Però a part d'això ja es classifiquen els vídeos més vistos en diferents temes.

## Operador mòbil
Des del 21 de desembre del 2010 Tuenti presta serveis de telefonia mòbil com operador mòbil virtual de Movistar, sota el nom de Tuenti Móvil. Igual que el sistema d'accés a la xarxa, per poder gaudir dels serveis d'operadora mòbil, actualment és necessari rebre invitació per part d'algú que ja estigui subscrit com a client a "El teu". Després de rebre la invitació, des del mateix perfil l'usuari pot demanar la targeta SIM omplint un formulari amb les dades personals i afegint una recàrrega inicial mínima de 10 €. Un cop el servei es troba actiu, el client pot gestionar les seves dades des d'un nou menú que apareixerà al menú del seu perfil privat.
A més de poder demanar la targeta SIM, els usuaris convidats a La teva poden comprar terminals mòbils des de la botiga de Tu, oberta el 20 de maig de 2011.

## Estadístiques
El gener de 2011 se serveixen al voltant de 30.000 milions de pàgines al mes. Cada setmana es registren al voltant de 8.000 usuaris nous i es calcula que cada usuari li dedica al lloc dues hores d'ús per sessió, mentre que en altres xarxes socials com MySpace no s'arriba als 45 minuts.

## Whoiswho Technologies
Whoiswho Technologies és una empresa d'informàtica amb seu a Madrid, que ha desenvolupat, al costat de Bernardo Hernández (Director Mundial de Màrqueting de Google), un servei de xarxa social basat en el lloc d'Internet Tuenti.com. També presta serveis de telefonia mòbil com enviaments de SMS.
Va ser creada el 2002 finançada amb el capital aportat per la família i alguns amics. El seu primer conseller delegat (CEO), durant la seva etapa de llançament (2006), va ser Antonio Robert que encara continua lligat a l'empresa.
Els seus principals directius són l'espanyol Félix Ruiz, el britànic Rupert van Millingen i el nord-americà Zaryn Dentzel, que ocupa el càrrec de conseller delegat.